# Hildegard Goss-Mayr
 (septembre 2018).
Pour les articles homonymes, voir Goss et Mayr.
Hildegard Goss-Mayr, née le 22 janvier 1930 à Vienne (Autriche), est une militante autrichienne en faveur de la non-violence évangélique dans le monde. Elle est présidente d'honneur du Mouvement international de la réconciliation (MIR) et membre du comité de parrainage de la Coordination française pour la Décennie et de celui de la Coordination internationale pour la décennie de la culture de paix et de non-violence.

## Sa vie et son engagement
Fille de Kaspar Mayr, fondateur de la branche autrichienne du MIR, Hildegard Goss-Mayr a passé sa jeunesse à Vienne où elle a connu les heures sombres de  l'Anschluß, du nazisme et de la seconde guerre mondiale. Elle choisit de s'engager contre la guerre et pour la libération par la non-violence. Elle fait ensuite des études de philosophie à Vienne et à New Haven (E-U). En 1953, elle est la première femme à obtenir son doctorat sub auspiciis (de) à l'université de Vienne.
En 1958, elle épouse Jean Goss (1912-1991), militant non-violent français. Ils travaillent le plus souvent ensemble. En 1960, ils ont deux enfants, Myriam et Étienne.
Après avoir participé au rapprochement entre l'Europe de l'Est et l'Europe de l'Ouest dans les années 1950 en participant à des congrès internationaux de paix, elle est à Rome au moment du Concile Vatican II pour obtenir des pères conciliaires une reconnaissance de l'objection de conscience. En 1962, elle commence son travail en Amérique latine en faveur de la construction d'un mouvement non-violent. Elle collabore alors avec Dom Hélder Câmara, Adolfo Pérez Esquivel qui obtint le Prix Nobel de la Paix en 1980, Dom Antonio Fragoso, évêque de Crateús (Brésil), puis plus tard avec Mgr Oscar Romero, archevêque de San Salvador.
Elle a un rôle déterminant, avec son mari Jean Goss, dans la préparation de la révolution non-violente aux Philippines en 1986, connue sous le nom de People Power.
Elle a formé de nombreux groupes à la non-violence active dans de nombreux pays, en Europe, en Amérique du Nord, en Amérique latine, en Asie et en Afrique.
Elle est la présidente d'honneur de l'International Fellowship of Reconciliation .

## Distinctions
Hildegard Goss-Mayr a reçu plusieurs prix pour son travail en faveur de la non-violence de la paix et de la réconciliation dont :
- Prix Bruno-Kreisky (Autriche) 1979 avec Jean Goss [6].
- Prix Niwano de la paix (Japon) 1991 [7].
- Prix Hildegard Goss-Mayr pour la non-violence active d'IFOR 2003.
- Prix Pacem in Terris Peace and Freedom, du diocèse de Davenport (Iowa) en 2009 [8].
- Elle a été nommée pour le Prix Nobel de la paix en 1979 (attribué à Mère Teresa), en 1987 (à Óscar Arias Sánchez) et en 2005 parmi les « 1000 femmes pour le Prix Nobel 2005 » de PeaceWomen Across the Globe[9].

## Ouvrages et articles
- Hildegard Goss-Mayr [dir.], Une autre révolution. Violence des non-violents, Paris, Cerf, 1969. Voir présentation
- Hildegard Goss-Mayr, « La violence des pacifiques », dans Revue européenne des sciences sociales, t. 10, No. 26, Mondes en développement 2 (1972), pp. 67-70
- Hildegard Goss-Mayr, Der Mensch vor dem Unrecht. Spiritualität und Praxis. Gewaltlose Befreiung, Vienne, 1976 [traduction française du chapitre 2 dans Cahiers de la Réconciliation, no 3-2005, 48 p. (publiés par la branche française du MIR)]
- Gérard Houver, Jean et Hildegard Goss-Mayr. La non-violence, c'est la vie, Arudis, Utovie, 1986.
- Hildegard Goss-Mayr, Jean Goss, Évangile et luttes de paix, Paris, Bergers et Mages, 1989.
- Hildegard Goss-Mayr, Friede braucht Bewegung. Analysen und Perspektiven der Friedensbewegung in Österreich, avec Thomas Roithner et Pete Hämmerle.
- Hildegard Goss-Mayr, Oser le combat non-violent aux côtés de Jean Goss, Paris, Cerf, 1998, préface du cardinal Franz König.
- Hildegard Goss-Mayr, Jo Hanssens, Jean Goss. Mystique et militant de la non-violence, Namur, Fidélité, 2010, préface d'Adolfo Pérez Esquivel.

## Correspondance
- Sa correspondance avec Thomas Merton :
- Sa correspondance avec Martin Luther King sur le site du King Center *